# Altajskij (ort i Kazakstan)
Altajskij (ryska: Алтайский) är en ort i Kazakstan.   Den ligger i oblystet Östkazakstan, i den östra delen av landet, 800 km öster om huvudstaden Astana. Altajskij ligger 384 meter över havet och antalet invånare är 2 678.
Terrängen runt Altajskij är kuperad åt nordväst, men åt sydost är den platt. Terrängen runt Altajskij sluttar västerut. Runt Altajskij är det mycket glesbefolkat, med 7 invånare per kvadratkilometer. Närmaste större samhälle är Glubokoje, 12,0 km söder om Altajskij. Trakten runt Altajskij består till största delen av jordbruksmark.